# Economie van Duitsland
| Economie van Duitsland | Economie van Duitsland | Economie van Duitsland |
| ---------------------- | --- | --- |
| Geldeenheid            | 1 euro = 100 eurocent | 1 euro = 100 eurocent |
| Fiscaal jaar           | kalenderjaar | kalenderjaar |
| Handelsorganisaties    | EU, WTO en OECD | EU, WTO en OECD |
| Statistische gegevens  | | |
| Werkloosheid           | 3,1% (februari 2019) | 3,1% (februari 2019) |
| Uitvoer                | €1095,7 miljard (2012) | €1095,7 miljard (2012) |
| Exportquote            | 39%(2012) | 39%(2012) |
| Handelspartners        | Frankrijk 102,9 mld., Verenigde Staten 87,0 mld., Verenigd Koninkrijk 73,2 mld., Nederland 70,4 mld., China 66,7 ml. 4,5% (2012) | Frankrijk 102,9 mld., Verenigde Staten 87,0 mld., Verenigd Koninkrijk 73,2 mld., Nederland 70,4 mld., China 66,7 ml. 4,5% (2012) |
| Invoer                 | €905,9 miljard (2012) | €905,9 miljard (2012) |
| Importquote            | 32% (2012) | 32% (2012) |
| Handelspartners        | Nederland 85,7 mld., China 78,5 mld., Frankrijk 64,0 mld., Verenigde Staten 51,1 mld., Italië 48,0 mld. (2012)                   | Nederland 85,7 mld., China 78,5 mld., Frankrijk 64,0 mld., Verenigde Staten 51,1 mld., Italië 48,0 mld. (2012)                   |

Grootte van de Duitse export volgens sector, 2019

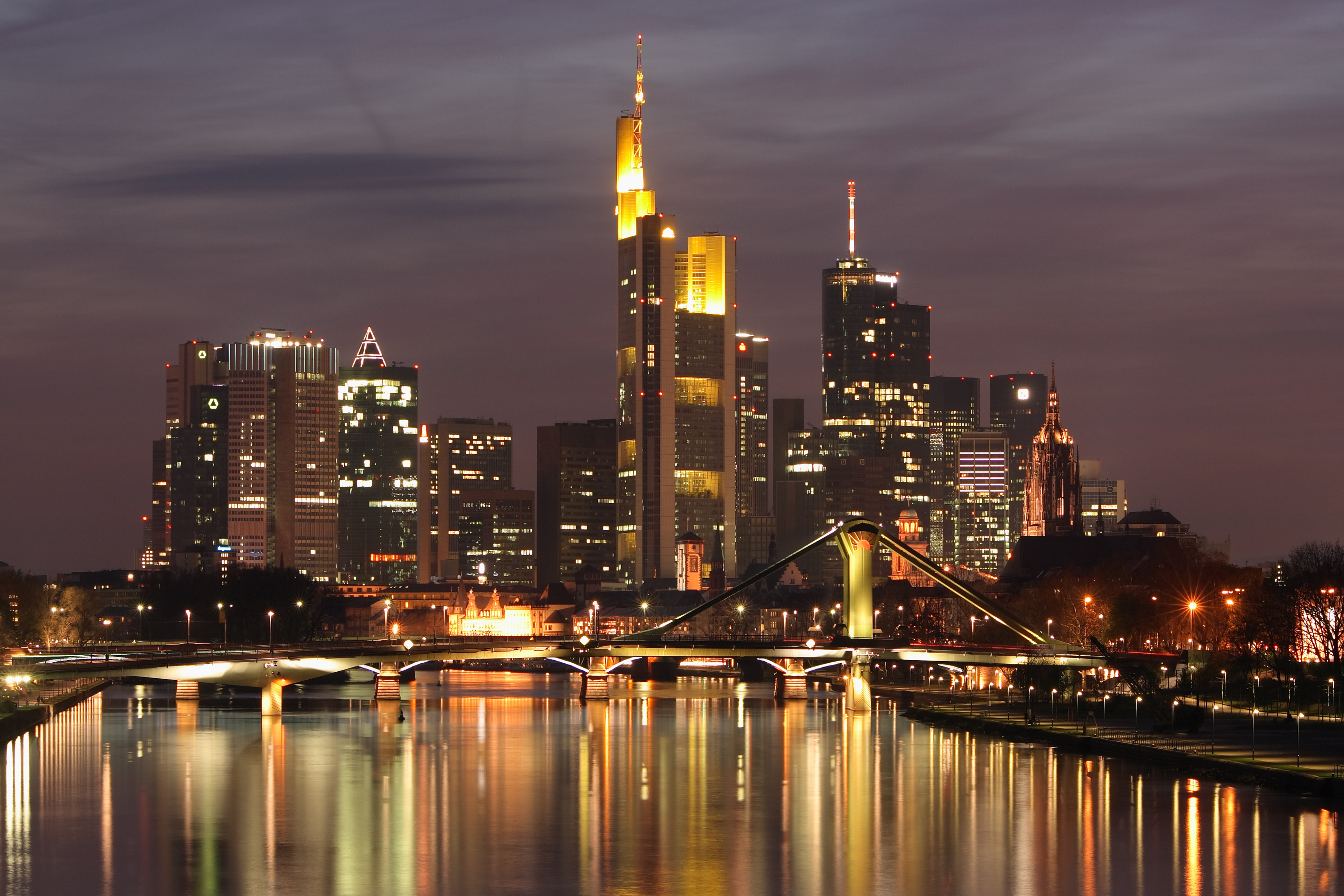
Frankfurt am Main is het financiële centrum van Duitsland

De Bondsrepubliek Duitsland bezit de op drie na sterkste economie van de wereld, na de VS, China en Japan. Het is een sociale markteconomie, een vrije markt waarin de overheid randvoorwaarden stelt.
Duitsland is de economische crisis van 2009-2010 sneller te boven gekomen dan de andere Europese landen. Waar de meeste EU-landen bleven worstelen met de nasleep van de crisis, viel Duitsland op door zijn stabiliteit. De Duitse regering had over 2013 een sluitende begroting en de economie groeide dat jaar met 0,4%. In 2009 heeft Duitsland een schuldenplafond opgenomen in de grondwet, de zogenoemde Schuldenbremse. Voor 2016 moet het begrotingstekort zijn teruggebracht tot 0,40 procent.
In de jaarlijkse ranking van het World Economic Forum (WEF) was Duitsland in 2014 een plaats gezakt op de lijst met de meest concurrerende landen ter wereld. In 2013 stond de Bondsrepubliek nog op plek vier, in 2014 werd dat een vijfde plaats. Volgens het WEF is deze daling vooral het gevolg van ontwikkelingen op de arbeidsmarkt. Duitsland moest zich meer inzetten om immigranten en vrouwen langdurig op de arbeidsmarkt te integreren. Ook vroeg het WEF zich af hoe flexibel de Duitse arbeidsmarkt nog was na invoering van het minimumloon in 2015. De Bondsdag nam in juli 2014 een wet aan waarin vanaf 2015 een algemeen minimumloon van 8,50 euro per uur was vastgelegd. Die gold voor alle werkenden in Duitsland, hoewel er uitzonderingen zijn voor jongeren en seizoenswerkers.
Door de Duitse deling heeft de economie zich in het westen heel anders ontwikkeld dan in het oosten. Na de hereniging in 1990 moest de overheid vele miljarden investeren. Vanaf 2005 gold het Solidarpakt II, dat bepaalde dat de Duitse overheid tot 2019 156,5 miljard euro voor Oost-Duitsland ter beschikking stelde. Daarnaast betalen alle Duitse burgers een solidariteitstoeslag, een percentage van het inkomen om de kosten van de hereniging te kunnen dekken.
De voormalige DDR blijft economisch gezien nog steeds achter op West-Duitsland. De werkloosheid is er aanzienlijk hoger, al gaat het inmiddels de goede kant op. In 2013 was de werkloosheid 6,0 procent in West-Duitsland en 10,3 procent in Oost-Duitsland.

## Dienstensector
De economische ontwikkeling in Duitsland is in de laatste decennia door ingrijpende structurele veranderingen beïnvloed. Deze veranderingen zijn met name in de dienstensector duidelijk zichtbaar. Het belang van de Duitse dienstensector is in de afgelopen dertig jaar sterk toegenomen. In 1970 was 45% van de beroepsbevolking van de oude Bondsrepubliek in de dienstensector werkzaam, in 2009 was dat gestegen tot 73%. Het economisch belang van de meer traditionele sectoren, zoals landbouw en industrie, loopt steeds verder terug. Het aandeel werknemers in de producerende beroepen (industrie en landbouw) nam de laatste 40 jaar af van 46,5% tot 24,9%. Van de tien grootste Duitse ondernemingen is de helft actief is de dienstensector, vooral in de handel. Metro AG is de grootste Duitse handelsgroep, onder meer bekend van de elektronicaketens Media Markt en Saturn. De Schwarz Gruppe is als het overkoepelende concern achter de Lidl supermarkten ook bij de tien grootste ondernemingen te vinden.

## Handelsrelaties
In 2012 bereikte de Duitse export een recordhoogte van 1095,7 miljard euro. In vergelijking met 2011 steeg de export met 3,4 procent.
Duitsland is met afstand de belangrijkste handelspartner van Nederland. Nederland is vrijwel het enige land dat meer naar Duitsland exporteert dan invoert. Zo importeerde de Bondsrepubliek in 2012 voor 85,7 miljard euro aan Nederlandse goederen. De Duitse export naar Nederland bedroeg dat jaar 70,4 miljard euro.
Met een handelsvolume (import plus export) van ruim 158 miljard euro in 2011, is Nederland op Frankrijk na de belangrijkste handelspartner van Duitsland. Het volume van de handel tussen Frankrijk en Duitsland bedroeg in 2011 168 miljard euro. Nederland blijft hiermee economische grootmachten als China en de Verenigde Staten ruim voor.
De totale waarde van de Duitse export van vooral machines, auto’s en chemische producten lag in 2010 op 959,5 miljard euro tegenover een invoer van 806,2 miljard euro. Duitsland heeft dus een flink handelsoverschot van meer dan 152 miljard euro.

## Kerncijfers

### Bruto binnenlands product
- bbp - koopkrachtequivalent €3.344 miljard[13] (2019)
- bbp - reëel groeicijfer: 0,1% (2019)
- bbp per hoofd van de bevolking: koopkrachtequivalent €40.339 (2019)

Duitsland behoort met een inkomen per hoofd van 40.339 euro (2019) tot de rijkere EU-lidstaten. Het EU-gemiddelde ligt op 24.400 euro (2010).
De Duitse beroepsbevolking is relatief hoog opgeleid. De bevolking vergrijst in nog sterkere mate dan in andere Europese landen.
In de periode 2000-2010 groeide de Duitse economie met gemiddeld 1,2 procent per jaar, wat duidelijk lager is dan de gemiddelde bbp-groei van het Verenigd Koninkrijk (1,8 procent) en Nederland (1,5 procent).

### Inflatiecijfer
(consumentenprijzen): 1,332% (2014)

### Aantal werkenden
- Totaal: 43,32 miljoen (2005)
- Aantal werkenden - per beroepsgroep:
  - industrie 33,4%, landbouw 2,8%, dienstensector 63,8% (1999)
- Werkloosheidscijfer: 7,4% (2010)

Duitsland heeft een groot aantal gastarbeiders, waaronder veel immigranten uit Turkije en Zuid-Europa. In 1964 bereikte de miljoenste gastarbeider het land.

### Budget
- Inkomsten: $1275 miljard (2005)
- Uitgaven: $1253 miljard (2005)

## Industrie
Duitsland is een van 's werelds grootste en technologisch hoogst ontwikkelde producenten van ijzer, staal, kolen, cement, chemicaliën, machines, voertuigen, machine-onderdelen, elektronica, voedingsproducten en textielproducten.

### Energievoorziening
Duitsland produceerde 120 miljoen ton olie-equivalent (Mtoe) in 2014. (1 Mtoe = 11,63 TWh, miljard kilowattuur.) De energiebronnen waren kolen 37%, olie en gas 8%, kernenergie 21% en duurzame energie 34%. Dat was niet genoeg voor de energievoorziening, het TPES (total primary energy supply): 306 Mtoe. Het land importeerde 197 Mtoe fossiele brandstof meer dan het exporteerde.
Van de energie ging ongeveer 100 Mtoe verloren bij conversie, vooral bij elektriciteitsopwekking uit kolen en uranium. 22 Mtoe werd gebruikt voor niet-energetische producten zoals smeermiddelen, asfalt en petrochemicaliën. Voor energie eindgebruikers resteerde 194 Mtoe waarvan 44 Mtoe = 512 TWh elektriciteit.
De uitstoot van kooldioxide was 723 megaton, dat is 8,9 ton per persoon. Het wereldgemiddelde was 4,5 ton per persoon.
In de periode 2012-2016 bleef het eindgebruik onveer gelijk. Zonne- en windstroom steeg 52% en leverde 23% van de elektriciteit aan eindgebruikers in 2016.

### Landbouwproducten
aardappelen, tarwe, gerst, suikerbieten, fruit, groenten, rundvee, varkens, pluimvee, wijn, hop.

### Internationale handel
- Export: $578 miljard (f.o.b., 2000)
- Export van goederen: machines en machine-onderdelen, transportvoertuigen, chemicaliën, metalen en gebruiksgoederen, voedingsmiddelen, textielproducten
- Uitvoerlanden: EU 55,3% (Frankrijk 11,3%, GB 8,3%, Italië 7,3%, Nederland 6,3%, België/Luxemburg 5,1%), VS 10,1%, Japan 2,0% (1999)
- Import: $505 miljard (f.o.b., 2000)
- Import - handelswaar: machines en machine-onderdelen, voertuigen, chemicaliën, voedingsmiddelen, textielproducten, metalen
- Importpartners: EU 52,2% (Frankrijk 10,5%, Nederland 7,6%, Italië 7,4%, GB 6,9%, België/Luxemburg 5,6%), VS 8,1%, Japan 4,9% (1999)
- Uitgifte ontwikkelingshulp: ODA, $5,6 miljard (1998)

### Munteenheid
De munteenheid van Duitsland is de euro. Tot 1 januari 2002 was de Deutsche Mark de nationale valuta. Op 1 januari 1999 introduceerde de EU de euro als gemeenschappelijke munteenheid, die een vaste waarde heeft van 1,95583 Duitse mark per euro.
- Fiscaal jaar: kalenderjaar

### Internet
- Topleveldomein: .de
- Internet Service Providers (ISP's): 123 (2000)
- Internetgebruikers: 40,8 miljoen (2010)

## Transport

### Spoorwegen
Totaal: 44.000 km (inclusief ten minste 20.300 km elektrisch); de meest routes zijn dubbel- of meervoudige spoorwegen (2000)
Opmerking: sinds de privatisering in 1994 publiceert de Deutsche Bahn AG (DBAG) geen gegevens meer over de door haar in bezit zijnde spoortrajecten. Naast het DBAG-systeem zijn er 102 privé spoorwegbedrijven, die ongeveer 3000 tot 4000 km spoortraject beheren.

### Autowegen
- Totaal: 656.140 km
- Verhard: 650.891 km (waarvan 11.400 km snelweg)
- Onverhard: 5249 km (1998)

### Waterwegen
- Totaal: 7500 km

Opmerking: tot de grote rivieren behoren de Rijn en de Elbe; Het Kielse Kanaal vormt een belangrijke verbinding tussen de Oostzee en de Noordzee (1999).

### Pijplijnen
Ruwe olie: 2500 km (1998)

### Scheepvaart
Havens en havensteden:

Berlijn, Bonn, Brake, Bremen, Bremerhaven, Keulen, Dresden, Duisburg, Emden, Hamburg, Karlsruhe, Kiel, Lübeck, Maagdenburg, Mannheim, Rostock, Stuttgart.
Koopvaardij

Totaal: 457 schepen (1000 GWT of meer), in totaal 6.414.724 GWT/7,952,776 DWT.
Schepen per type: cargo 169, chemische tanker 10, combinatie erts/olie 1, container 243, vloeibaar gas 2, passagiers 3, petroleumtanker 7, railcar carrier 2, koelschepen 1, roll on/roll off 12, passagiers binnenvaart 7 (2000).

### Luchtvaart
- Totaal aantal luchthavens/vliegvelden: 613 (2000)
- Luchthavens/vliegvelden met verharde landingsbanen:
  - totaal: 322
  - meer dan 3047 m: 13
  - 2438 tot 3047 m: 55
  - 1524 tot 2437 m: 67
  - 914 tot 1523 m: 63
  - onder 914 m: 124
- Vliegvelden met onverharde landingsbanen:
  - totaal: 291 (2000)
  - meer dan 3047 m: 2
  - 2438 tot 3047 m: 6
  - 1524 tot 2437 m: 5
  - 914 tot 1523 m: 53
  - onder 914 m: 225 (2000)
- Helikoptervliegvelden: 59 (2000)